# İsaqbağı
İsaqbağı è un comune dell'Azerbaigian situato nel distretto di Zərdab. Conta una popolazione di 1 195 abitanti.